# Václav Kučera (politik)
Václav Kučera (26. září 1915 – ?) byl český a československý politik Komunistické strany Československa a poúnorový poslanec Národního shromáždění ČSSR, České národní rady a Sněmovny lidu Federálního shromáždění.

## Biografie
Ve volbách roku 1964 byl zvolen za KSČ do Národního shromáždění ČSSR za Východočeský kraj. V Národním shromáždění zasedal až do konce volebního období parlamentu v roce 1968.
K roku 1964 se profesně zmiňuje coby předseda JZD v obci Šmolovy. Byl zvolen v obvodu Havlíčkův Brod.
Po federalizaci Československa usedl roku 1969 do České národní rady (slib složil dodatečně v dubnu 1969, ale jen z důvodu předchozí absence, do ČNR byl vybrán již od počátku jejího ústavního fungování od ledna 1969) a do Sněmovny lidu Federálního shromáždění (volební obvod Havlíčkův Brod), kde setrval do března 1971, kdy rezignoval na poslanecký post.